# Kuningan
Kuningan är en ort och ett distrikt i Indonesien. Den ligger i provinsen Jawa Barat, i den västra delen av landet, 200 km öster om huvudstaden Jakarta. Kuningan ligger 537 meter över havet och antalet invånare är 72 085.
Terrängen runt Kuningan är kuperad åt sydost, men åt nordväst är den bergig.Runt Kuningan är det tätbefolkat, med 476 invånare per kvadratkilometer. Det finns inga andra samhällen i närheten. I omgivningarna runt Kuningan växer i huvudsak städsegrön lövskog.